# Rhabdocline parkeri
Rhabdocline parkeri är en svampart som beskrevs av Sherwood, J.K. Stone & G.C. Carroll 1986. Rhabdocline parkeri ingår i släktet Rhabdocline och familjen Hemiphacidiaceae.   Inga underarter finns listade i Catalogue of Life.